# Wolfgang Hebenstreith
Wolfgang Hebenstreith (alternative Schreibweise Hebenstreit, eigentlich von Hebenstreith; * 28. August 1906 in Linz; † 27. Juni 1968 in Wien) war ein österreichischer Schauspieler, Hörspielsprecher und ein Theaterregisseur.

## Leben und Wirken
Wolfgang von Hebenstreith spielte die gesamten 1930er Jahre an deutschsprachigen Bühnen in der Tschechoslowakei (Brüx, Reichenberg, Troppau etc.) und durfte dort in späteren Jahren auch als Regisseur arbeiten. Während des Zweiten Weltkriegs wirkte Hebenstreith als Schauspieler wie als Regisseur am Linzer Landestheater und füllte zugleich ab 1942 die Funktion eines Landesleiter der NS-Reichstheaterkammer Gau Oberdonau aus. Gleich nach Kriegsende wechselte er ins benachbarte Urfahr, wo man Hebenstreith als künstlerischen Leiter des dortigen Volkstheaters einsetzte.
Anschließend wirkte Hebenstreith noch bis 1951 als Schauspieler und Regisseur am Landestheater, ehe er zur nachfolgende Spielzeit für viele Jahre an das Theater in der Josefstadt nach Wien wechselte. Dort sah an ihn unter anderem als Gemeindevorsteher in Kafkas Das Schloß, als Elling in Andersons Johanna aus Lothringen, als Bernard in Grünwalds/Steckels Manon, als Ikonenko in Ustinovs Die Liebe der vier Obersten und als Koefeld in Dumas’/Sartres Kean.
In den 1960er Jahren gelang dem Linzer der Sprung an Wiens berühmteste Bühne, das Burgtheater. Hebenstreith blieb bis an sein Lebensende Mitglied der „Burg“; Gastspiele führten ihn u. a. nach Bern. Wolfgang von Hebenstreith war bis zuletzt auch Präsident der Sektion Bühnenangehörige im österreichischen Gewerkschaftsbund. Für dieses gewerkschaftliche Engagement wurde er am 1. Oktober 1965 vom damaligen österreichischen Bundespräsidenten zum Professor ernannt. Hebenstreiths Ausflüge vor Film- und Fernsehkameras sind weitgehend belanglos; er spielte Nebenrollen aller Arten: einen Weinhändler, einen Baumeister, einen Direktor, einen Staatsanwalt, einen Arzt und zuletzt einen Wirt.

## Filmografie
- 1948: Die Sonnhofbäuerin
- 1949: Wilderernacht (Liebesprobe)
- 1952: Verlorene Melodie
- 1953: Im Krug zum grünen Kranze (Die 5 Karnickel)
- 1954: Maxie
- 1954: Der Weihnachtsgast (TV)
- 1956: Liebe, die den Kopf verliert
- 1956: Die Magd von Heiligenblut
- 1957: Das Tagebuch der Anne Frank (TV)
- 1957: … und führe uns nicht in Versuchung
- 1958: Wenn die Bombe platzt
- 1958: Der schönste Tag (TV)
- 1958: Jedermann (TV)
- 1958: Ihr Bräutigam (TV)
- 1959: Der eingebildete Kranke (TV)
- 1959: Die unvollkommene Ehe
- 1961: Das Land des Lächelns (TV)
- 1961: Urfaust (TV)
- 1961: Der Orgelbauer von St. Marien
- 1962: Lumpazivagabundus (TV)
- 1962: Romanze in Venedig
- 1963: Liliom (TV)
- 1963: Telefonische Warnung (TV)
- 1963: Ein Dorf ohne Männer (TV)
- 1963: Der gestohlene Kaktus (TV)
- 1963: Hotel du Commerce (TV)
- 1963: Frau Holle (TV)
- 1964: Der Verschwender
- 1964: Weekend im Exil (TV)
- 1965: Dreimal Hochzeit (TV)
- 1966: Pater Brown (TV-Serie, eine Folge)
- 1966: Donaug’schichten (TV-Serie, eine Folge)
- 1966: Boccaccio (TV)
- 1968: Die Landstreicher (TV)

## Hörspiele (Auswahl)
- 1957: Rolf und Alexandra Becker: Gestatten, mein Name ist Cox – Die abenteuerlichen Irrfahrten eines Taschenmessers (8 Episoden) (Inspektor Carter) – Regie: Ferry Bauer (Original-Hörspiel, Kriminalhörspiel – ORF Oberösterreich)
- 1957: Ferdinand Bruckner: Der Kampf mit dem Engel (Stimme des Herrn Henningen) – Bearbeitung und Regie: Hans Conrad Fischer (Hörspielbearbeitung – SWF/DRS/ORF Salzburg)
- 1959: Rolf und Alexandra Becker: Gestatten, mein Name ist Cox – Tod auf Gepäckschein 3311 (7 Episoden) (Inspektor Carter) – Regie: Ferry Bauer (Originalhörspiel, Kriminalhörspiel – ORF Oberösterreich)
- 1960: Wallace Geoffrey: Mr. Popple greift in die Tasche – Regie: Ferry Bauer (Hörspiel – ORF Oberösterreich)
- 1962: Alfred Hartner: Richter Justus Veit  (Bürgermeister) – Regie: Alfred Hartner (Hörspiel – ORF Wien)
- 1963: Jean Anouilh: Die Probe oder Die bestrafte Liebe (Mons. Damiens, der Rechtsanwalt der Gräfin) – Bearbeitung und Regie: Klaus Gmeiner (Hörspielbearbeitung – ORF Salzburg)
- 1965: Jean Anouilh: Das Rendezvous von Senlis (M. Delachaume, Georges’ Vater) – Bearbeitung und Regie: Klaus Gmeiner (Hörspielbearbeitung – ORF Salzburg)
- 1965: Rolf und Alexandra Becker: Schachmatt – Regie: Ferry Bauer (Originalhörspiel, Kriminalhörspiel – ORF Oberösterreich)
- 1966: Lester Powell: Die Dame filmt (8 Folgen) – Regie: Ferry Bauer (Originalhörspiel, Kriminalhörspiel – ORF Oberösterreich)
- 1967: Melchior Lengyel: Ninotschka – Regie: Ferry Bauer (Hörspielbearbeitung – ORF Oberösterreich)
- 1967: Michael Gilbert: Der Mann, der nicht schlafen konnte (6 Folgen) – Regie: Ferry Bauer (Hörspielbearbeitung, Kriminalhörspiel – ORF Oberösterreich)
- 1967: Marcel Mithois: Ein Millionär für Madame  – Regie: Ferry Bauer (Hörspielbearbeitung – ORF Oberösterreich)

Quelle: Ö1-Hörspieldatenbank